# خانه محمد حسینی فرجامی
خانه محمد حسینی فرجامی مربوط به دوره قاجار است و در یزد، محله فهادان، کوی یوزداران، کوچه نواب واقع شده و این اثر در تاریخ ۹ اردیبهشت ۱۳۸۲ با شمارهٔ ثبت ۸۵۲۹ به‌عنوان یکی از آثار ملی ایران به ثبت رسیده است.